# 三甲美術館
三甲美術館（さんこうびじゅつかん、Sanko Museum）は、岐阜県岐阜市にある美術館。運営は、公益財団法人三甲美術館。

## 概要
オーギュスト・ルノワールの「坐せる浴女」「裸婦」、マルク・シャガール、梅原龍三郎をはじめとする、著名作家の油彩・日本画・彫塑・陶磁器・工芸品等幅広いジャンルの美術品を展示している。また、別名「沙羅双樹の館」といわれるように沙羅双樹（サラソウジュ）の美術館としても広く知られ、開花時期である毎年6月中旬 - 下旬には琵琶の演奏会も催されている。
百々ヶ峰の南麓にあり、鵜飼大橋（長良川）の北西約200 mに位置する。入館料には飲み物代が含まれ、コーヒー・紅茶・抹茶などの呈茶サービスがある。
博物館法上の博物館（登録博物館）である。また、岐阜県独自の岐阜県まちかど美術館・博物館に登録されている。

## 沿革
- 1973年（昭和48年）1月：三甲株式会社の迎賓、厚生施設として建設される。
- 1988年（昭和63年）1月：文化事業の一環として美術館三法荘としてオープン。（一般に公開）
- 1998年（平成10年）：美術館活動する貢献に対して岐阜市より「岐阜市ふるさと文化賞」を受賞。
- 2002年（平成14年）：三甲美術館に改称。
- 2007年（平成19年）5月：内海清美（和紙彫塑家）の常設展示室（2階）をオープン。

## 入館案内
開館時間
- 午前9時00分 - 午後5時00分（入館は午後4時30分まで）

休館日
- 火曜日（火曜日が祝日の場合はその翌日）

入館料
一般1,200円（1,000円）、高校生・大学生800円（600円）、小学生・中学生600円（400円）
※各飲み物付
※括弧内は20名以上団体割引料金

## 館内
1階
企画展示室：テーマに沿って展示をしている。
常設展示室（大広間）：洋画を中心に展示をしている。
常設展示室（日本間）：日本画・茶道具・日本武具等を展示している。
休憩所 ： 呈茶サービスが行われる。 ミュージアムグッズ等を販売している。
2階
和紙彫塑・青磁等展示
中庭
沙羅双樹が立ち並ぶ日本庭園。（開花時期は6月）

## 交通アクセス
- 岐阜バス JR岐阜駅または名鉄岐阜駅より「おぶさ」行に乗車（所要時間約25分）。「サンライフ岐阜前」下車 徒歩5分。